# Corinth (Maine)
Corinth – miasto w Stanach Zjednoczonych, w stanie Maine, w hrabstwie Penobscot.